# Larry Silverstein
Larry A. Silverstein (Brooklyn, Nueva York, 30 de mayo de 1931) es un empresario estadounidense de origen judío.
Nació en Brooklyn, y se involucró en el sector inmobiliario, junto con su padre, estableciendo Silverstein Properties. Silverstein se separó de su socio de negocios, Bernard Mendik, en 1977, y compró una serie de grandes edificios de oficinas en Midtown y Lower Manhattan a finales de los años 1970. En 1980, Silverstein ganó una licitación de la Autoridad Portuaria de Nueva York y Nueva Jersey para construir el World Trade Center 7, al norte de las Torres Gemelas. Silverstein estaba interesado en adquirir la totalidad del complejo del World Trade Center, y puso una oferta cuando la autoridad portuaria puso en venta el complejo en el 2000. Silverstein ganó la licitación cuando un acuerdo entre el ganador inicial y la autoridad portuaria no se concretó, y se firmó el contrato el 24 de julio de 2001.
Poco después de los atentados del 11 de septiembre, Silverstein declaró su intención de reconstruir el complejo, aunque él y sus aseguradoras se vieron envueltos en una disputa de varios años sobre si los ataques habían constituido un evento o dos en términos de póliza de seguros, que prevé un máximo de 3550 millones de dólares de indemnización por el evento. Se alcanzó un acuerdo con las aseguradoras en 2007 que aceptaron pagar 4550 millones de dólares, que no era tanto como la cantidad monetaria que Silverstein solicitó. Silverstein también tuvo múltiples disputas con otras partes, incluyendo con la autoridad portuaria. En un acuerdo alcanzado en abril de 2006, Silverstein conservaba los derechos para construir tres torres de oficinas (Four World Trade Center, Three World Trade Center y Two World Trade Center), mientras que el One World Trade Center pertenecería a la autoridad portuaria, al igual que la torre cinco, que podría haber tenido la opción de ser arrendada por un promotor privado y ser convertida en un edificio residencial.

## Primeros años
Silverstein nació en Bedford-Stuyvesant (Brooklyn) en 1931, en el seno de una familia judía. Creciendo, Silverstein disfrutaba de la música clásica y tocaba el piano. Acudió a la escuela superior de música y arte en Nueva York y luego a la
universidad de Nueva York, graduándose en 1952. Durante la universidad, Silverstein trabajaba en un campamento de verano, donde conoció a su mujer, Klara. La pareja se casó en 1956 y tuvo tres hijos: Lisa, Roger y Sharon. Su esposa trabajaba como profesora en un colegio, apoyando a la familia con su salario durante los primeros años de su matrimonio, mientras que Silverstein asistía a clases en la Escuela de leyes de Brooklyn.
Silverstein se inició en el sector inmobiliario junto a su padre, Harry G. Silverstein y después con su amigo y cuñado Bernard Mendik. En 1957 crearon Silverstein Properties como Harry G. Silverstein & Sons, y compraron su primer edificio, en Manhattan. Mendik y Silverstein continuaron el negocio después de la muerte de Harry en 1966. En 1977, Mendik se divorció de Annette Silverstein Mendik, y la asociación de negocios también se separó en ese momento. Mendik también citó desacuerdos sobre las estrategias en bienes raíces, Mendik quería comprar edificios mientras que Silverstein quería construir edificios.

## Carrera
Después de separarse de Mendik, ambos quedaron involucrados en la empresa de bienes raíces, pero en empresas separadas. En 1978, Silverstein era propietario de cinco edificios en la Quinta Avenida, así como el 44 de Wall Street, y un centro comercial en Stamford (Connecticut). Durante los años 1980 y los años 1990 participó en la compraventa y construcción de edificios en Nueva York.

### World Trade Center
Durante la década de 1990, Nueva York estaba sufriendo los efectos del llamado lunes negro de 1987, que llevó a unas altas tasas de vacancias en el World Trade Center. George Pataki se convirtió en el gobernador del estado de Nueva York en 1995 y promovió una campaña de reducción de costes, incluyendo la privatización del World Trade Center. Una venta de la propiedad se consideró demasiado compleja, por lo que se decidió que la autoridad portuaria realizara un contrato de arrendamiento de 99 años para la licitación pública.
En enero de 2001, Silverstein, a través de Silverstein Properties y Westfield America, hizo una oferta de 3200 millones de dólares para el contrato de arrendamiento del World Trade Center. Silverstein fue sobrepujado por 30 millones de dólares por Vornado Realty, con Boston Properties, Inc. y Brookfield Properties también compitiendo por la venta. Sin embargo, Vornado se retiró y la oferta de Silverstein para el contrato de arrendamiento del World Trade Center fue aceptada el 24 de julio de 2001. Esta fue la primera vez en los 31 años de historia del complejo que cambiaba de dirección.
El contrato de alquiler se aplicó a cuatro edificios del complejo y cerca de 39.500 metros cuadrados de espacio comercial. Silverstein puso 14 millones de dólares de su propio dinero para asegurar el acuerdo. El acuerdo dio a Silverstein, el derecho como arrendatario de reconstruir el complejo en el caso de que fuera destruido.

### Atentados del 11 de septiembre
Silverstein ha dicho en varias entrevistas, que él normalmente pasaba las mañanas en desayunos de trabajo en el restaurante Windows on the World en la planta 107 de la torre norte del World Trade Center, acompañado de los nuevos inquilinos del edificio. Sin embargo, la mañana del 11 de septiembre de 2001 su esposa le insistió en que acudiera a una cita con el dermatólogo, escapando de una muerte segura.
Todos los edificios del complejo del World Trade Center fueron destruidos o dañados sin posibilidad de reparación el 11 de septiembre de 2001. Después de una prolongada disputa con las aseguradoras, se dictaminó en 2007 que la cantidad total a pagar era 4550 millones de dólares.

### Disputa con las aseguradoras
Los contratos de seguros de cuatro edificios del complejo del World Trade Center tenían un valor nominal de 3550 millones de dólares. Después de los atentados del 11 de septiembre de 2001, Silverstein quería obtener el doble de la cantidad nominal (7100 millones de dólares), basándose en que un avión chocó contra cada torre, constituyendo dos ataques terroristas separados y por lo tanto, dos hechos en el sentido de las pólizas de seguros. Las compañías de seguros tuvieron una opinión diferente a este punto de vista sobre los hechos, y el asunto llegó al terreno judicial. Basados en diferencias de la definición de hechos, y por la incertidumbres sobre que definición de hechos aplicar, el tribunal dividió a las aseguradoras en dos grupos para los juicios, estos grupos estaban formados por las aseguradoras que consideraban los sucesos como un ataque terrorista y los abogados de Silverstein que consideraban los hechos como dos ataques terroristas diferentes.
El primer juicio resultó en veredicto el 29 de abril de 2004, se llegó a la conclusión de que 10 de las aseguradoras estaban sujetas a la interpretación de un hecho terrorista, por lo que su responsabilidad se limitaba al valor nominal de dichas políticas, además de que 3 aseguradoras fueron añadidas al segundo grupo del juicio. El jurado no pudo llegar a un veredicto con una de las aseguradoras, Swiss Re, en ese momento, pero lo hizo cuatro días después, el 3 de mayo de 2004, llegando a la conclusión de que esta empresa también tenía un punto de vista en el que solo reconocían que había sucedido un solo atentado terrorista. Silverstein apeló la decisión de Swiss Re, pero perdió la apelación el 19 de octubre de 2006. El segundo juicio resultó en veredicto el 6 de diciembre de 2004, se llegó a la conclusión de que 9 aseguradoras estaban sujetas a la interpretación de dos hechos terroristas diferentes, y por lo tanto eran responsables de pagar un máximo del doble del valor nominal de dichas polizas. El pago total, alcanzó el tope de 4577 millones de dólares para los edificios 1, 2, 4 y 5.
En julio de 2006, Silverstein y la Autoridad Portuaria de Nueva York y Nueva Jersey presentaron una demanda en contra de algunas de sus aseguradoras, por negarse a renunciar a los requisitos de los contratos de seguro que Silverstein reclamaba que eran necesarios, para permitir la renegociación de los contratos de arrendamiento originales de julio de 2001 del World Trade Center.

### Reconstrucción del World Trade Center

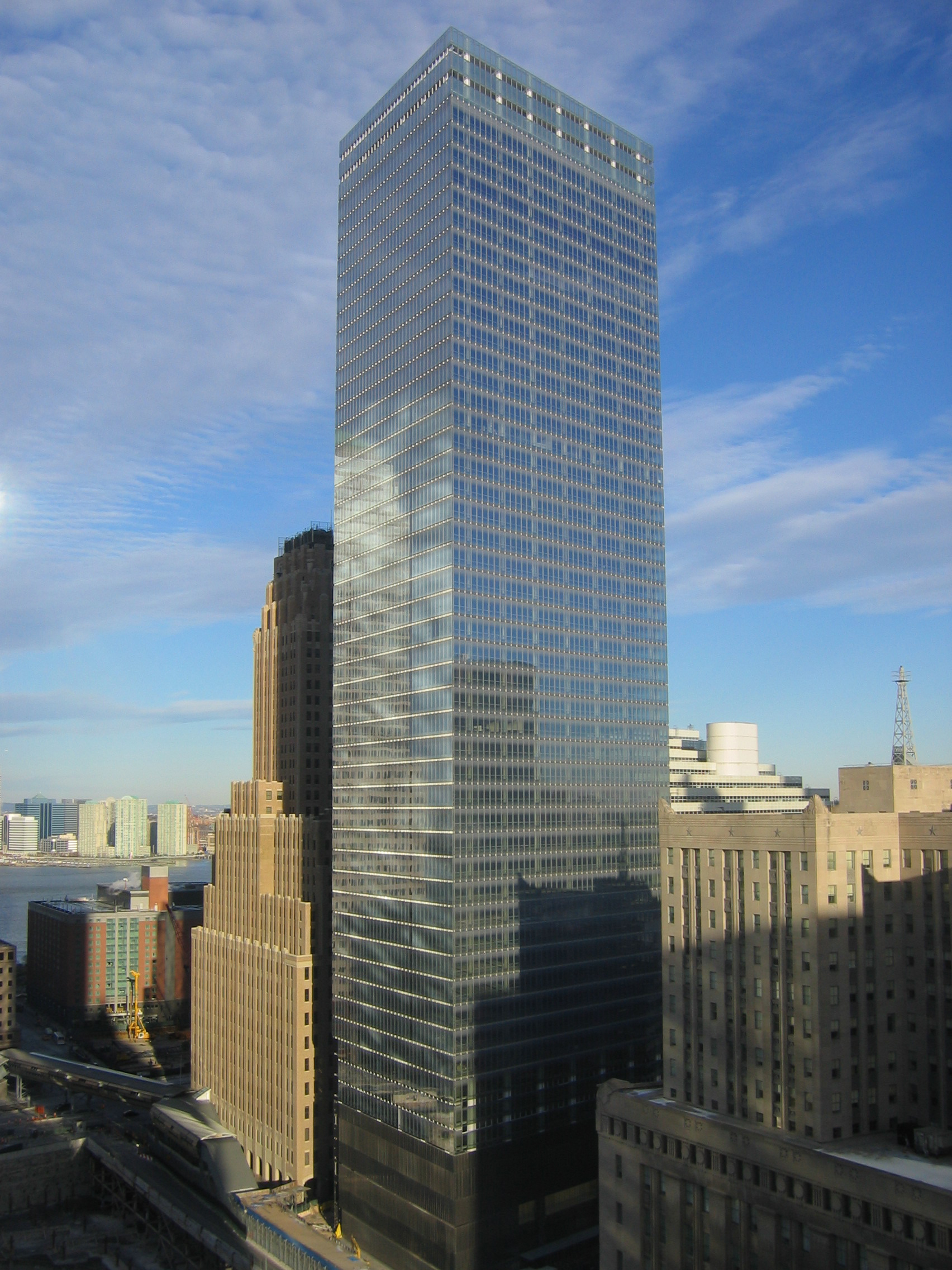
Nuevo World Trade Center 7.

Como arrendatario de cuatro de los edificios del complejo, Silverstein tenía el derecho legal para reconstruir los edificios, incluyendo al One World Trade Center.
Después de los atentados del 11 de septiembre, el Congreso de los Estados Unidos aprobó 8 billones de Bonos de la libertad en exención de impuestos para financiar el desarrollo en el sector privado a tasas de interés inferiores a los del mercado. En marzo de 2006 3,4 billones de dólares se quedaron sin asignar destinados al Lower Manhattan, con aproximadamente la mitad de los fondos bajo el control del alcalde de Nueva York, Michael Bloomberg y la otra mitad bajo el control del exgobernador George Pataki.
En abril de 2006, después de varios meses de negociaciones encaminados a que la reconstrucción comenzara, Silverstein cedió algunos de sus derechos de nuevo a la autoridad portuaria, a fin de facilitar la reconstrucción del lugar. Esas negociaciones dieron lugar a que Silverstein cediera sus derechos para la construcción del One World Trade Center a la autoridad portuaria.
La construcción del One World Trade Center comenzó el 27 de abril de 2006 y fue inaugurado el 3 de noviembre de 2014.

## Otros proyectos
Mientras Silverstein es famoso por su participación en el World Trade Center, sus propiedades de bienes raíces incluyen muchos otros edificios en la ciudad de Nueva York, como la Americas Tower, 529 de la quinta avenida y 570 de la séptima avenida.
Entre sus proyectos residenciales se encuentra un extenso complejo que ocupa toda la manzana, entre las calles 41 y 42 y entre las avenidas 11 y 12, en el barrio de Hell's Kitchen. Algunos proyectos en esa zona incluyen el 39 One River Place que abrió en 2001. En mayo de 2009 las Silver Towers. De 60 plantas cada una son los edificios de alquiler más altos de Nueva York.
Otras propiedades incluyen 30 Park Place. Silverstein también participó como desarrollador del Edificio Ronald Reagan en Washington D. C..
En noviembre de 2006 Silverstein acordó comprar el edificio de Moody's en 99 Church Street por 170 millones de dólares. Moody's movió su sede al World Trade Center 7 en 2007. El edificio de Moody's fue demolido totalmente para realizar el nuevo proyecto de Silverstein, 30 park place. El proyecto de 2008 proponía un edificio de 68 plantas, formado por condominios y un hotel en las 22 plantas inferiores. Sin embargo, debido a la falta de financiación el proyecto continúa sin ejecutarse en la actualidad.
En 1989 Silverstein propuso al gobierno israelí crear una zona de libre comercio dentro de la región del Negev en Israel. El proyecto fracasó, sin embargo contó con el apoyo de importantes figuras políticas israelíes.

## Filantropía
Silverstein se ha visto involucrado con su alma máter, como fundador y presidente émerito del Instituto de Bienes Raíces de la ciudad de Nueva York y como administrador del sistema de salud de la universidad y el centro médico de Nueva York. Silverstein también ha sido presidente de la United Jewish Appeal de Nueva York, la fundación Realty, fideicomisario del Museo de Herencia judía, y tesorero de investigación médica y del centro nacional judío en Denver. Silverstein también es gobernador de la junta de bienes raíces de Nueva York.